# 48e cérémonie des Filmfare Awards
La 48e cérémonie des Filmfare Awards s'est déroulée le 21 février 2003 à Bombay en Inde.

## Palmarès

### Récompenses populaires
| Catégorie                                     | Lauréat |
| --------------------------------------------- | --- |
| Meilleur film                                 | Devdas - réalisé par Sanjay Leela Bhansali - produit par Bharat Shah - avec Shahrukh Khan, Madhuri Dixit et Aishwarya Rai |
| Meilleur réalisateur                          | Sanjay Leela Bhansali (Devdas)                                                                                            |
| Meilleur acteur                               | Shahrukh Khan (Devdas) |
| Meilleure actrice                             | Aishwarya Rai (Devdas) |
| Meilleur acteur dans un second rôle           | Vivek Oberoi (Company) |
| Meilleure actrice dans un second rôle         | Madhuri Dixit (Devdas) |
| Meilleure performance dans un rôle comique    | Paresh Rawal (Awaara Pagal Deewana)                                                                                       |
| Meilleure performance dans un rôle de méchant | Ajay Devgan (Deewangee)                                                                                                   |
| Meilleur espoir masculin                      | Vivek Oberoi (Company) |
| Meilleur espoir féminin                       | Esha Deol |
| Meilleur compositeur                          | A.R. Rahman (Saathiya) |
| Meilleur parolier                             | Gulzar, pour "Saathiya" (Saathiya)                                                                                        |
| Meilleur chanteur de play-back                | Sonu Nigam, pour "Saathiya" (Saathiya)                                                                                    |
| Meilleure chanteuse de play-back              | Kavita Krishnamoorthy et Shreya Ghoshal, pour "Dola Re Dola" (Devdas)                                                     |

### Récompenses décernées par les critiques
| Catégorie         | Lauréat                                                |
| ----------------- | ------------------------------------------------------ |
| Meilleur film     | The Legend of Bhagat Singh                             |
| Meilleur acteur   | Ajay Devgan (Company et The Legend of Bhagat Singh)    |
| Meilleure actrice | Manisha Koirala (Company) et Rani Mukherjee (Saathiya) |

### Récompenses techniques
| Catégorie                          | Lauréat                                            |
| ---------------------------------- | -------------------------------------------------- |
| Meilleure histoire                 | Jaideep Sahni (Company)                            |
| Meilleur scénario                  | Mani Ratnam (Saathiya)                             |
| Meilleurs dialogues                | Sampooran Singh Gulzar et Jaideep Sahni (Saathiya) |
| Meilleure photographie             | Binod Pradhan (Devdas)                             |
| Meilleure direction artistique     | Nitin Desai (Devdas)                               |
| Meilleure chorégraphie             | Saroj Khan pour "Dola Re Dola" (Devdas)            |
| Meilleur son                       | —                                                  |
| Meilleur montage                   | Chandan Arora (Company)                            |
| Meilleures cascades                | —                                                  |
| Meilleure musique d'accompagnement | A.R. Rahman (The Legend of Bhagat Singh)           |

### Récompenses spéciales
- Filmfare d'honneur pour l'ensemble d'une carrière : Jeetendra et Rekha
- Nouveau talent musical (récompense « RD Burman ») : Shreya Ghoshal pour Devdas

## Les nominations
- Meilleur film : Company ~ Devdas ~ Humraaz ~ Kaante ~ Raaz
- Meilleur réalisateur : Ram Gopal Varma (Company) ~ Sanjay Leela Bhansali (Devdas) ~ Abbas Alibhai Burmawalla et Mastan Alibhai Burmawalla (Humraaz) ~ Sanjay Gupta (Kaante) ~ Vikram Bhatt (Raaz)
- Meilleur acteur : Ajay Devgan (Company) ~ Shahrukh Khan (Devdas) ~ Bobby Deol (Humraaz) ~ Amitabh Bachchan (Kaante) ~ Vivek Oberoi (Saathiya)
- Meilleure actrice : Aishwarya Rai (Devdas) ~ Amisha Patel (Humraaz) ~ Bipasha Basu (Raaz) ~ Rani Mukherjee (Saathiya) ~ Karisma Kapoor (Shakti)
- Meilleur acteur dans un second rôle : Amitabh Bachchan (Aankhen) ~ Mohanlal (Company) ~ Vivek Oberoi (Company) ~ Jackie Shroff (Devdas) ~ Sanjay Dutt (Kaante)
- Meilleure actrice dans un second rôle : Antara Mali (Company) ~ Madhuri Dixit (Devdas) ~ Kiron Kher (Devdas) ~ Sushmita Sen (Filhaal...) ~ Shilpa Shetty (Rishtey)
- Meilleure performance dans un rôle comique : Paresh Rawal (Aankhen) ~ Paresh Rawal (Awara Paagal Deewana) ~ Govinda (Ankhiyon Se Goli Maare) ~ Johnny Lever (Humraaz) ~ Mahesh Manjrekar (Kaante)
- Meilleure performance dans un rôle de méchant : Ajay Devgan (Deewangee) ~ Akshaye Khanna (Humraaz) ~ Shabana Azmi (Makdee) ~ Manoj Bajpai (Road) ~ Nana Patekar (Shakti)
- Meilleur compositeur : Ismail Darbar (Devdas) ~ Himesh Reshammiya (Humraaz) ~ Anand Raj Anand (Kaante) ~ Nadeem Saifi et Shravan Rathod (Raaz) ~ A.R. Rahman (Saathiya)
- Meilleur parolier : Nusrat Badr pour « Dola Re » (Devdas) ~ Sudhakar Sharma pour « Sanam Mere Humraaz » (Humraaz) ~ Sudhakar Sharma pour « Tumne Zindagi Mein Aake » (Humraaz) ~ Sameer pour « Aapke Pyar Mein » (Raaz) ~ Gulzar pour « Saathiya » (Saathiya)
- Meilleur chanteur de play-back : Kay Kay pour « Bardasht Nahin Kar Sakta » (Humraaz) ~ Kumar Sanu pour « Sanam Mere Humraaz » (Humraaz) ~ Shaan pour « Nikamma » (Kyaa Dil Ne Kahaa) ~ Sonu Nigam pour « Saathiya » (Saathiya) ~ Lucky Ali pour « Aaa Bhi Jaa » (Sur – The Melody of Life)
- Meilleure chanteuse de play-back : Shreya Ghoshal pour « Bairi Piya » (Devdas) ~ Kavita Krishnamoorthy et Shreya Ghoshal pour « Dola re Dola » (Devdas) ~ Kavita Krishnamurthy pour « Maar Daala » (Devdas) ~ Alka Yagnik pour « Sanam Mere Humraaz » (Humraaz) ~ Alka Yagnik pour « Aapke Pyar Mein » (Raaz)